# Thomas Bargatzky
Thomas Bargatzky (* 1946) ist ein deutscher Ethnologe und emeritierter Professor für Ethnologie an der Universität Bayreuth.

## Leben
Bargatzky studierte an den Universitäten München und Hamburg Völkerkunde und promovierte 1977. Er hatte Lehrstühle an den Universitäten Tübingen, Heidelberg und ab 1990 den Lehrstuhl für Ethnologie an der Universität Bayreuth inne. Bargatzky veröffentlichte mehrere Sach- und Lehrbücher zu seinem Fachgebiet.
Bargatzky gehört zur neuen christlichen Rechten, die für konservative Familienwerte und einen ethnoreligiösen Nationalismus eintritt. Gemeinsamkeiten gibt es auch mit anti-westlichen Okzidentalisten. Er schreibt auch für Junge Freiheit und die AfD-nahe Plattform geolitico.

## Werke
- Einführung in die Ethnologie. Eine Kultur- und Sozialanthropologie. 2. Auflage. Buske, Hamburg 1989, ISBN 3-87118-696-1 (eingeschränkte Vorschau in der Google-Buchsuche – Erstausgabe:  1985).
- Thomas Bargatzky, Rolf Kuschel (Hrsg.): The Invention of Nature. Peter Lang, Frankfurt am Main 1994, ISBN 3-631-45369-8 (englisch).
- Ethnologie. Eine Einführung in die Wissenschaft von den urproduktiven Gesellschaften. Buske, Hamburg 1997, ISBN 3-87548-039-2 (eingeschränkte Vorschau in der Google-Buchsuche).
- Mythos, Weg und Welthaus. Erfahrungsreligion als Kultus und Alltag. In: Bayreuther Forum Transit. Kulturwissenschaftliche Religionsstudien. Band 2. LIT, Berlin/Münster 2007, ISBN 978-3-8258-7906-8 (eingeschränkte Vorschau in der Google-Buchsuche).
- Orare est laborare – Das religiöse Vermächtnis der Urproduktiven Gesellschaft, in: EWE 14(2003)1
- Der große Wahn: Der neue Kalte Krieg und die Illusionen des Westens . Tectum Wissenschaftsverlag; 1. Edition (30. Juni 2020), ISBN 978-3-8288-4385-1.

als Ko-Autor:
- Christoph Jamme, Stefan Matuschek; unter Mitarbeit von Thomas Bargatzky u. a.: Handbuch der Mythologie. Philipp von Zabern (Wissenschaftliche Buchgesellschaft), Darmstadt 2014, ISBN 978-3-8053-4753-2.